# Tom Richards (lekkoatleta)
Tom Richards, właśc. Thomas John Henry Richards (ur. 15 marca 1910 w Upper Cwmbran, zm. 19 stycznia 1985 w Londynie)) – brytyjski  lekkoatleta (długodystansowiec), wicemistrz olimpijski z 1948.
Był Walijczykiem. Specjalizował się w biegu maratońskim. Zdobył w nim srebrny medal na igrzyskach olimpijskich w 1948 w Londynie za Delfo Cabrerą z Argentyny, a przed Étienne Gaillym z Belgii, który wbiegł na stadion jako pierwszy, ale wyczerpany dał się wyprzedzić przez Cabrerę i Richardsa.
Richards zajął 5. miejsce w maratonie na igrzyskach Imperium Brytyjskiego w 1950 w Auckland.
Jego rekord życiowy pochodził z 1954 i wynosił 2:29:54.